# Hoplostethus druzhinini
Hoplostethus druzhinini — вид трахіхтових риб. Поширений в західній частині Індійського океану біля берегів Ємену. Мешкає на глибині 330—445 м. Досягає максимальної довжини — 13 см. Названа на честь радянського іхтіолога Анатолія Дмитровича Дружиніна.